# Villa Collemandina

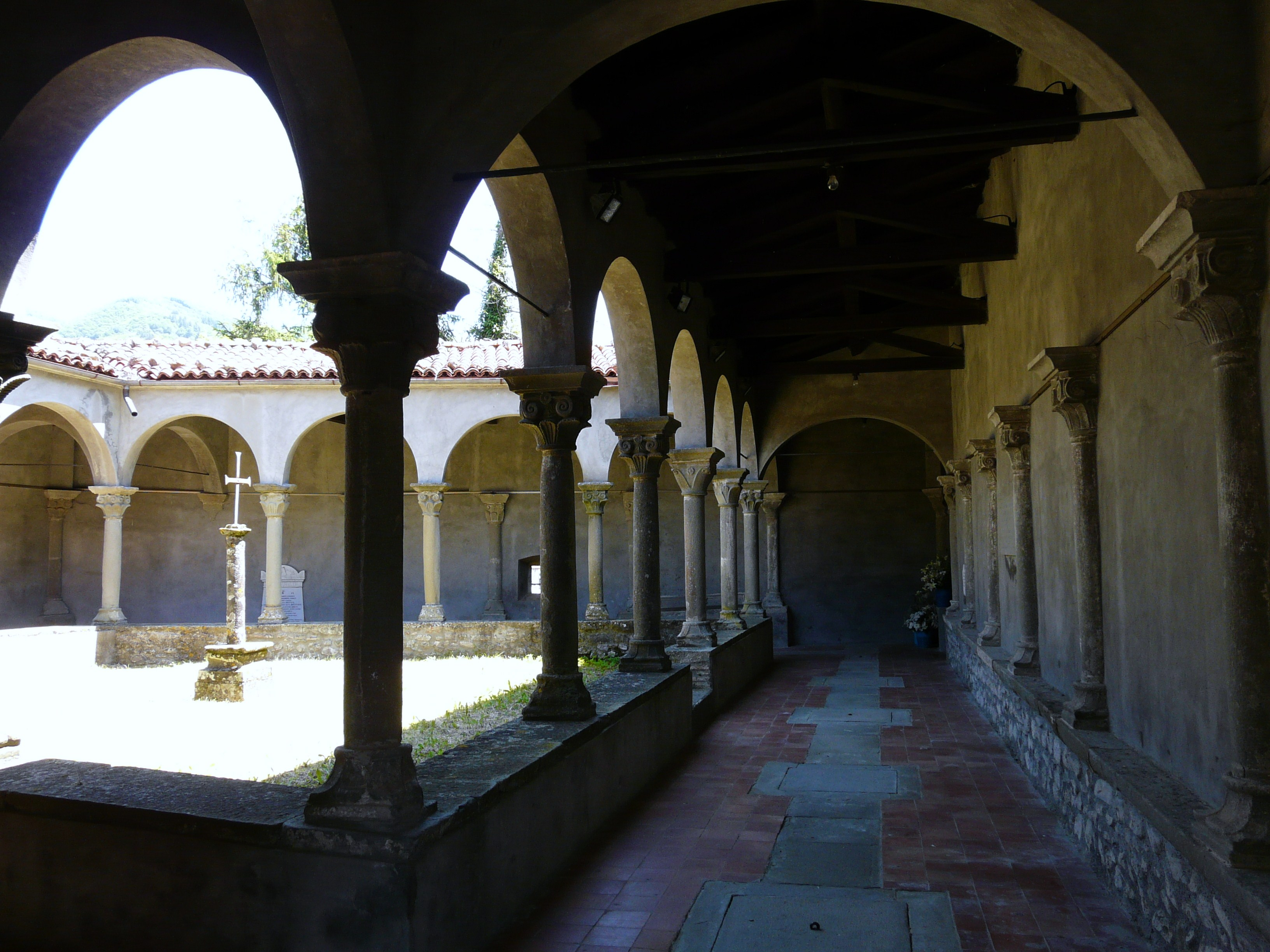
Kloosterkerk SS Sisto e Margherita

Villa Collemandina is een gemeente in de Italiaanse provincie Lucca (regio Toscane) en telt 1.206 inwoners (30-4-2022). De oppervlakte bedraagt 34,8 km², de bevolkingsdichtheid is 40 inwoners per km².

## Demografie
Villa Collemandina telt ongeveer 535 huishoudens. Het aantal inwoners steeg in de periode 1991-2001 met 3,4% volgens cijfers uit de tienjaarlijkse volkstellingen van ISTAT.
| Jaar | Inwoneraantal |
| ---- | ------------- |
| 1991 | 1.354         |
| 2001 | 1.400         |
| 2020 | 1.206         |

## Geografie
De gemeente ligt op ongeveer 549 m boven zeeniveau.
Villa Collemandina grenst aan de volgende gemeenten: Castiglione di Garfagnana, Pieve Fosciana, San Romano in Garfagnana, Sillano, Villa Minozzo (RE).
Altopascio · Bagni di Lucca · Barga · Borgo a Mozzano · Camaiore · Camporgiano · Capannori · Careggine · Castelnuovo di Garfagnana · Castiglione di Garfagnana · Coreglia Antelminelli · Fabbriche di Vallico · Forte dei Marmi · Fosciandora · Gallicano · Giuncugnano · Lucca · Massarosa · Minucciano · Molazzana · Montecarlo · Pescaglia · Piazza al Serchio · Pietrasanta · Pieve Fosciana · Porcari · San Romano in Garfagnana · Seravezza · Sillano · Stazzema · Vagli Sotto · Vergemoli · Viareggio · Villa Basilica · Villa Collemandina
1. ↑  https://demo.istat.it/?l=it.